# Уснунц, Армен Леонидович
Армен Уснунц (арм. Արմեն Հյուսնունց; род. 28 декабря 1966, Ереван) — армянский джазовый музыкант, саксофонист. Заслуженный деятель искусств Республики Армения (2011).

## Биография
Окончил отделение фортепиано музыкального училища им. Саят-Новы и в 1984 году поступил в Ереванскую консерваторию на факультет саксофона. В период 1985—1987 годов служил в Советской армии, где играл в оркестре Почётного караула московского Кремля, затем был переведён в оркестр МВД. В 1987 году преподавал игру на саксофоне в одной из музыкальных школ Еревана. В 1988 году он был приглашен в джаз квартет Арташес Карталяна, а в период 1988—1989 годов он играл в государственном джаз-оркестре Армении под руководством Константина Орбеляна. В 1990 году он был приглашён играть в Симфонический оркестр Гостелерадио Армении, будучи ведущим саксофонистом в течение двух лет. В 1996 году в сотрудничестве с Хачиком Саакяном записал джазовый альбом «Песни без слов», после чего музыканты образовали собственную группу — этнический джаз квинтет Time Report, получишвий большую популярность. В 1997 году был назначен музыкальным руководителем государственного джаз-оркестра Армении. В 1998 году всемирно известный музыкант Арто Тунджбояджян пригласил Армена играть в новь созданной группе Armenian Navy Band, где он стал постоянным участником. Также в 2000 году был сооснователем саксофонного квартета «ArtaSax». С 2011 года — художественный руководитель государственного джазового и эстрадного оркестра Армении.
Армен Уснунц принимал участие во многих фестивалях мира, гастролировал с различными группами в Европе, США, Японии, на Ближнем Востоке, играл со многими известными джазменами, такими как Чик Кориа, Билли Кобэм и Джо Завинул.

## Дискография

### Time Report
- 1996 — «Песни без слов-1»
- 1998 — «Песни без слов-2»
- 2000 — «Time Report»
- 2001 — «Return»
- 2008 — «One Day»

### Armenian Navy Band
- 1999 — «Bzdik Zinvor»
- 2001 — «New Apricot»
- 2004 — «Natural Seeds»
- 2006 — «Vorqann e qone»
- 2009 — «Under Your Thoughts»

### Государственный джаз-оркестр Армении
- 2002 — «Государственный джаз-оркестр Армении»